# 로스마리 처치
로스마리 처치(Rosemary Church, 1962년 11월 10일~)는 CNN 국제 뉴스 앵커이다.
애틀랜타 네트워크 본사에서 근무한 그녀는 동부 표준시 오전 2시에서 4시까지  CNN Newsroom 진행한다. 그녀는 이전에 오스트레일리아 방송 협회 및 시사 부서의 기자 및 뉴스 리더로 일했다.
북 아일랜드의 벨파스트에서 태어난 처치는 영국과 호주에서 살았다.  그녀는 캔버라에 있는 오스트레일리아 국립 대학교에서 예술 학사 학위를 받았으며 미디어 및 법률분야의 대학원 과정을 마쳤다.

## 경력
처치는 1998년 8월 CNN 인터내셔널에 합류하여 애틀랜타 본부에 있는 월드 뉴스 (World News)의 앵커로 자리 매김했다.